# Luigi Dossena
Luigi Dossena (Campagnola Cremasca, 28 maggio 1925 – Campagnola Cremasca, 9 settembre 2007) è stato un arcivescovo cattolico e diplomatico italiano.

## Biografia
Ordinato sacerdote della diocesi di Crema il 25 marzo 1951, due anni più tardi iniziò a frequentare la Pontificia Accademia Ecclesiastica per prepararsi alla carriera diplomatica. La missione nella Repubblica Dominicana fu uno dei suoi primi incarichi all'interno del servizio diplomatico.
Il 27 febbraio 1973 papa Paolo VI lo nominò arcivescovo titolare e pro-nunzio Apostolico in Corea. Il 25 marzo successivo, ricevette la consacrazione episcopale dal cardinale Jean-Marie Villot.
Il 24 ottobre 1978 papa Giovanni Paolo II lo nominò pro-nunzio apostolico a Capo Verde, in Niger, in Senegal e nell'Alto Volta, nonché delegato apostolico nel Mali, nella Guinea-Bissau e in Mauritania.
 Quando la Santa Sede riorganizzò il corpo diplomatico del continente africano, le cariche di pro-nunzio nell'Alto Volta e in Niger furono riassegnate a Justo Mullor García, rispettivamente il 2 maggio e il 25 agosto 1979. Contestualmente, il 3 giugno 1980 il titolo di Dossena in Mali fu modificato da quello di Delegato Apostolico a quello di pro-nunzio apostolico.
Il 30 dicembre 1985 lo stesso papa Giovanni Paolo II lo nominò nunzio apostolico in Perù, dove alcuni esponenti della gerarchia ecclesiastica locale lamentarono la sua eccessiva ingerenza nelle nomine episcopali.
Il 2 marzo 1994 venne inviato come nunzio apostolico in Slovacchia, dove l'8 febbraio 2001 fu sostituito da Henryk Józef Nowacki, terminando il proprio servizio nel corpo diplomatico.
Morì a Campagnola Cremasca il 9 settembre 2007 all'età di 82 anni. Dopo le esequie, la salma venne tumulata nella cripta dei vescovi nel duomo di Crema. Gli è intitolata una via del suo comune natale.

## Genealogia episcopale e successione apostolica
La genealogia episcopale è:
- Cardinale Scipione Rebiba
- Cardinale Giulio Antonio Santori
- Cardinale Girolamo Bernerio, O.P.
- Arcivescovo Galeazzo Sanvitale
- Cardinale Ludovico Ludovisi
- Cardinale Luigi Caetani
- Cardinale Ulderico Carpegna
- Cardinale Paluzzo Paluzzi Altieri degli Albertoni
- Papa Benedetto XIII
- Papa Benedetto XIV
- Papa Clemente XIII
- Cardinale Giovanni Francesco Albani
- Cardinale Carlo Rezzonico
- Cardinale Antonio Dugnani
- Arcivescovo Jean-Charles de Coucy
- Cardinale Gustave-Maximilien-Juste de Croÿ-Solre
- Vescovo Charles-Auguste-Marie-Joseph Forbin-Janson
- Cardinale François-Auguste-Ferdinand Donnet
- Vescovo Charles-Emile Freppel
- Cardinale Louis-Henri-Joseph Luçon
- Cardinale Charles-Henri-Joseph Binet
- Cardinale Maurice Feltin
- Cardinale Jean-Marie Villot
- Arcivescovo Luigi Dossena

La successione apostolica è:
- Vescovo Michael Pak Jeong-il (1977)
- Vescovo José Ramón Gurruchaga Ezama, S.D.B. (1987)
- Vescovo José María Izuzquiza Herranz, S.I. (1987)
- Vescovo Raimundo Revoredo Ruiz, C.M. (1989)
- Vescovo Domenico Berni Leonardi, O.S.A. (1989)
- Vescovo Sebastián Ramis Torrens, T.O.R. (1991)
- Vescovo Ángel Francisco Simón Piorno (1991)
- Vescovo Juan Godayol Colom, S.D.B. (1992)
- Vescovo José Luis Astigarraga Lizarralde, C.P. (1992)
- Arcivescovo Luis Abilio Sebastiani Aguirre, S.M. (1993)